# Oberöfflingen
Oberöfflingen es un municipio situado en el distrito de Bernkastel-Wittlich, en el estado federado de Renania-Palatinado (Alemania). Tiene una población estimada, a mediados de 2023, de 275 habitantes.
Está integrado a la mancomunidad de municipios (verbandsgemeinde) de Wittlich-Land.
Se encuentra ubicado al este de la ciudad de Tréveris y cerca de la orilla del río Mosela, un afluente del Rin por la izquierda.